# Gunnar Andersson (Fußballspieler)
Gunnar Andersson (* 14. August 1928 in Arvika; † 1. Oktober 1969 in Marseille) war ein schwedischer Fußballspieler, der seine Profikarriere fast ausschließlich in Frankreich absolvierte und 1954 die französische Staatsbürgerschaft annahm.

## 1950–1958: Anderssons beste Zeit
Nach dem Zweiten Weltkrieg spielte Gunnar Andersson zunächst bei IFK Göteborg, wo er es allerdings nur auf zwei Einsätze in der Allsvenskan brachte. Andersson wurde vom schwedischen Verband wegen der Annahme nicht erlaubter Zahlungen für ein Jahr suspendiert. Der torgefährliche Stürmer heuerte dann kurz beim KB Kopenhagen an, bevor er, wie viele seiner Landsleute in diesen Jahren, dem erfolgreichen (Olympiasieger 1948, WM-Dritter 1950), aber lupenreinen Amateurfußball in Schweden endgültig den Rücken kehrte, um unter klimatisch angenehmeren und finanziell lukrativeren Bedingungen seinen Sport zu betreiben.
Im Dezember 1950 kam Andersson zum Erstdivisionär Olympique Marseille, dessen damaliger Präsident Louis-Bernard Dancausse mit Gunnar Johansson und Dan Ekner wenige Monate zuvor bereits zwei weitere Schweden verpflichtet hatte. Marseille schloss diese Saison auf einem Platz im oberen Mittelfeld der Tabelle ab; der 22-jährige, beidfüßig starke Andersson, der „wie das exakte Gegenteil eines Wikingers oder eines Sturmtanks aussah“, wurde von Trainer Henri Roessler behutsam an die „rauhe Profiluft“ herangeführt, hatte es bei 15 Einsätzen aber bereits auf 12 Torerfolge gebracht. Und bereits ein Jahr später war der Schwede persönlich an der Spitze: mit 31 Toren in 34 Spielen wurde er unangefochten Ligatorschützenkönig 1952 und hatte 60 % der Treffer seines Klubs erzielt; der allerdings landete nur auf Rang 16, aber auch in den Barrages gegen den Zweitliga-Dritten war Andersson erfolgreich, so dass Olympique auch in der nächsten Saison im Oberhaus antreten konnte. Zahlreiche seiner Treffer erzielte der leicht plattfüßige Angreifer auf die gleiche Art, die schnell sein Markenzeichen geworden war: er stürmte, den Ball am Fuß, auf den gegnerischen Strafraum zu, schlug einen kurzen Haken und zog aus vollem Lauf ab. Dabei war er alles andere als lauffreudig und wurde oft über lange Spielabschnitte kaum wahrgenommen. Drei oder vier Treffer in einem Spiel waren bei ihm keine Seltenheit, so wie im März 1957, als OM den Tabellenführer und späteren Meister AS Saint-Étienne empfing: zwischen der 10. und der 36. Minute hatte Andersson einen Hattrick erzielt; in der zweiten Halbzeit gelang Saint-Étiennes Rachid Mekhloufi das gleiche Kunststück, und das sogar binnen sechs Minuten – doch nur zwei Minuten später überwand der Schwede Torhüter Claude Abbes zum vierten Mal und sicherte Olympique den Sieg.
Bei Marseille spielte Gunnar Andersson bis 1958, wurde 1952/53 erneut Torschützenkönig – diesmal sogar mit 35 Treffern, und das bei nur 31 Einsätzen – und landete auch 1953/54, 1954/55, 1955/56 (jeweils Dritter) sowie 1956/57 (Sechster) in dieser Wertung ganz weit vorne. Sein Pech war, dass seine insgesamt 169 Ligatore für die Südfranzosen nicht reichten, um insbesondere gegen Stade Reims und OGC Nizza auch einmal den Meistertitel zu gewinnen: ein fünfter Platz 1956 bedeutete die beste Ligaplatzierung in diesen acht Jahren, und 1958 entging OM sogar erneut nur knapp dem Abstieg. Auch im Pokal war Marseille kein Erfolg beschieden; 1954 musste es sich im Finale dem Nachbarn aus Nizza beugen, wobei Andersson nach einem Zuspiel des „großen alten“ Larbi Ben Barek lediglich der Treffer zum 1:2-Endstand gelang.
Dennoch: als Andersson nach acht Jahren im rot-weißen Dress das Stade Vélodrome verließ, war er längst zur Legende geworden, deren Namen sogar blutjunge Fans im 21. Jahrhundert mit Ehrfurcht nennen und in eine Reihe mit zwei anderen ehemaligen OM-Torjägern, Josip Skoblar und Jean-Pierre Papin, stellen.

## Das Karriereende
Schon 1957/58 war kein gutes Jahr für Gunnar Andersson, der zunehmend an Verletzungen laborierte, die er sich gegen Abwehrspieler zugezogen hatte, die den Mann mit dem glänzenden Torrekord um jeden Preis stoppen wollten – ein Problem, das in dieser Zeit auch andere Ausnahmestürmer (Cisowski, Fontaine und Piantoni, um nur einige zu nennen) schmerzhaft zu spüren bekamen. Der Schwede mit der 1954 angenommenen französischen Staatsbürgerschaft, der trotz seines Torriechers nie in die schwedische oder die französische Nationalelf berufen wurde, wechselte im Sommer 1958 zunächst zum Zweitligisten Stade Olympique Montpelliérain und nach nur acht Spieltagen zum Ligakonkurrenten Girondins Bordeaux, mit dem er postwendend in die Division 1 zurückkehrte. Nach einer schwachen Saison stieg Bordeaux 1960 als Schlusslicht wieder ab – der Mittelstürmer bestritt nur 14 der 38 Meisterschaftsbegegnungen, erzielte dabei aber immerhin noch 10 Treffer und wahrte so annähernd seine außerordentlich hohe Torquote (0,77 Treffer je Spiel, und das über neun Jahre).
Andersson zog es anschließend nach Marseille zurück; für den Klub aus dem benachbarten Aix-en-Provence konnte er 1960/61 noch einmal nahezu eine komplette Zweitligasaison bestreiten, aber die AS Aix war zu schwach und auch der in die Jahre gekommene Torjäger vermochte ihren Abstieg in die Drittklassigkeit nicht zu verhindern. Außerdem wurde er seiner Alkoholabhängigkeit nicht Herr, brach mehrere Entgiftungskuren ab, zog sich immer stärker zurück und verweigerte selbst die Hilfe von Freunden.
Nach einem kurzen Gastspiel bei einem Verein aus der algerischen Hafenstadt Oran beendete er seine aktive Karriere; 1964 kehrte er kurzzeitig nach Schweden zurück und arbeitete als Spielertrainer für IFK Arvika. Anschließend ließ er sich in Marseille nieder, wo er vereinsamt und nahezu mittellos lebte.
Im Oktober 1969 wollte Gunnar Andersson nach langer Zeit wieder einmal einem Auftritt seines ehemaligen Klubs – in dessen Reihen an diesem Abend mit Roger Magnusson auch ein Schwede stürmte – beiwohnen: Olympique traf im europäischen Pokalsiegerwettbewerb auf Dukla Prag. Auf dem kurzen Fußmarsch von der Redaktion des Provençal, wo er sich eine Freikarte („für einen Freund“) besorgt hatte, zum Stade Vélodrome brach er zusammen und starb noch am gleichen Abend im Krankenhaus; er war nur 41 Jahre alt geworden. Sein Grab befindet sich auf dem Friedhof von Mazargues in Marseilles 9. Arrondissement.

## Vereinsstationen
- IFK Åmål
- IFK Göteborg
- Kjøbenhavns Boldklub
- Olympique de Marseille (1950–1958)
- Stade Olympique Montpelliérain (1958, in D2)
- Girondins de Bordeaux (1958–1960, davon 1958/59 in D2)
- Association Sportive Aixoise (1960/61, in D2)
- CAL Oran (Algerien)
- IFK Arvika

## Erfolge
- Französischer Pokalfinalist 1954
- 234 Einsätze und 179 Tore (220/169 für Marseille und 14/10 für Bordeaux) in der Division 1; zudem 50 Spiele/24 Treffer in der Division 2
- Torschützenkönig 1952, 1953
- Platz 9 in der Liste der besten Torschützen aller Zeiten in Frankreich